# Crise dos reféns americanos no Irã

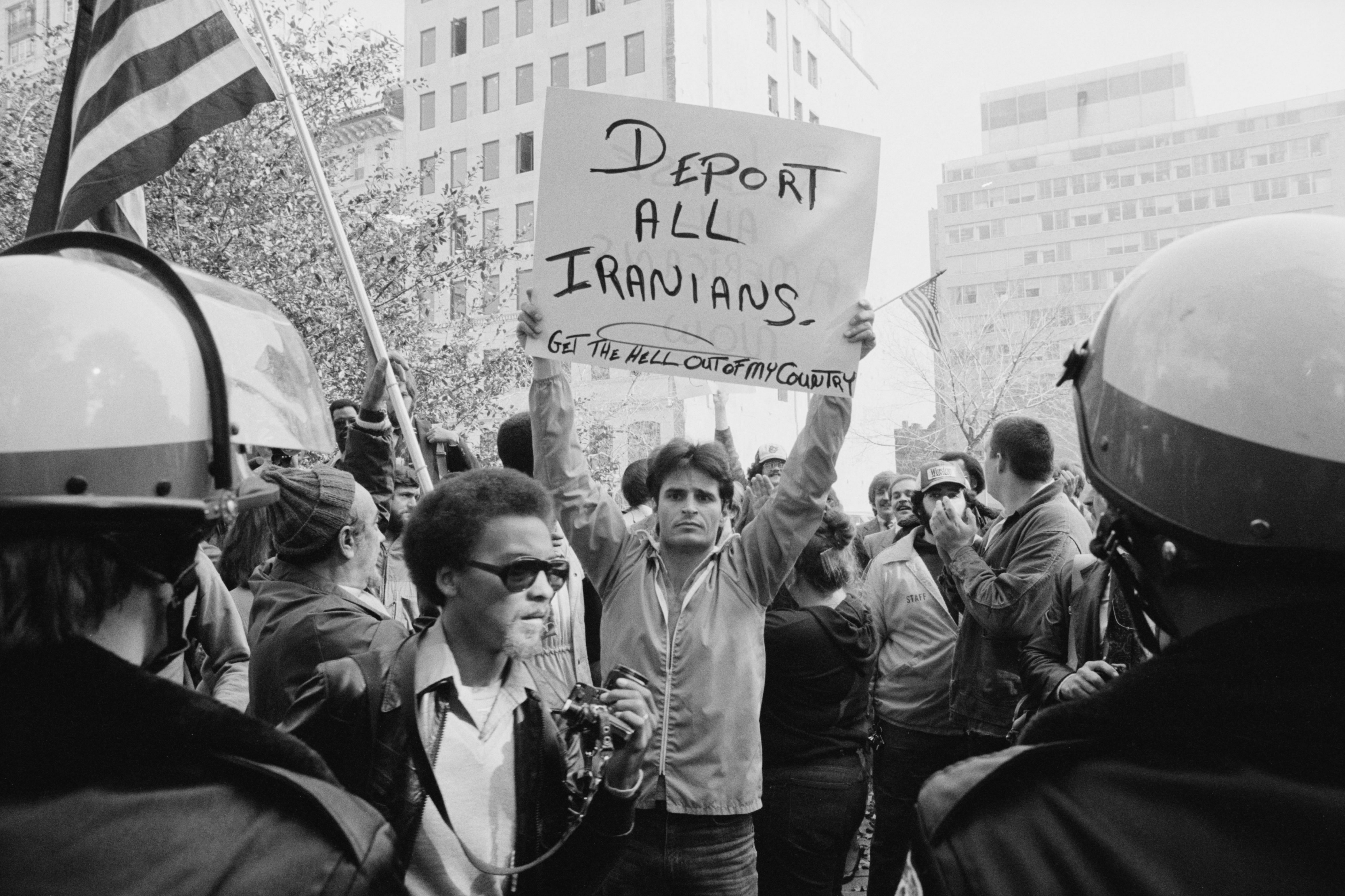
Protesto em Washington, DC. O cartaz diz: "Deportação para todos os iranianos".

A crise dos reféns americanos no Irã(pt-BR) ou (pt-PT?) Irão foi uma crise diplomática entre o Irã e os Estados Unidos, onde 52 norte-americanos foram mantidos reféns por 444 dias (de 4 de novembro de 1979 a 20 de janeiro de 1981), após um grupo de estudantes e militantes islâmicos tomar a embaixada americana em Teerã, em apoio à Revolução Iraniana.
A crise também tem sido descrita como o "episódio crucial" na história das relações entre o Irã e os Estados Unidos. Nos Estados Unidos, alguns analistas políticos acreditam que a crise foi um dos principais motivos para a derrota do Presidente Jimmy Carter nas eleições presidenciais de 1980. No Irã, a crise reforçou o prestígio do Aiatolá Khomeini e do poder político daqueles que apoiaram a teocracia e se opuseram a qualquer normalização das relações com o Ocidente. A crise também marcou o início das sanções econômicas contra o Irã, o que enfraqueceu ainda mais os laços econômicos entre os dois países.

## Contexto
Na década de 1950, Mohammad Reza Pahlavi estava envolvido em uma luta pelo poder com o primeiro-ministro do Irã, Mohammad Mosaddegh, um descendente imediato da dinastia anterior Qajar. Mosaddegh liderou uma greve geral, exigindo uma parcela maior da receita petrolífera do país da Anglo-Iranian Oil Company, que operava no Irã. Em 1953, a CIA e o MI6 ajudaram monarquistas iranianos a depor Mosaddegh em um golpe militar de codinome Operação Ajax, permitindo que o xá estendesse seu poder. Nas duas décadas seguintes, o xá reinou como monarca absoluto, elementos "desleais" dentro do estado foram expurgados. Os EUA continuaram a apoiar o xá após o golpe, com a CIA treinando a polícia secreta iraniana. Nas décadas subsequentes da Guerra Fria, várias questões econômicas, culturais e políticas uniram a oposição iraniana contra o xá e levaram à sua eventual derrubada.
O Governo Carter tentou mitigar o sentimento antiamericano promovendo um novo relacionamento com o governo iraniano de fato e continuando a cooperação militar na esperança de que a situação se estabilizasse. No entanto, em 22 de outubro de 1979, os Estados Unidos permitiram que o xá, que tinha linfoma, entrasse no New York Hospital-Cornell Medical Center para tratamento médico. O Departamento de Estado havia desencorajado essa decisão, entendendo a delicadeza política. Mas, em resposta à pressão de figuras influentes, incluindo o ex-Secretário de Estado Henry Kissinger e do Conselho de Relações Exteriores o presidente, David Rockefeller, o governo Carter decidiu concedê-lo.
A admissão do Xá nos Estados Unidos intensificou o antiamericanismo dos revolucionários iranianos e gerou rumores de outro golpe apoiado pelos EUA que o reinstalaria. Khomeini, que havia sido exilado pelo xá por 15 anos, aumentou a retórica contra o "Grande Satã", como ele chamou os EUA, falando de "evidências de conspiração americana". Além de acabar com o que eles acreditavam ser a sabotagem americana da revolução, os sequestradores esperavam depor o  governo revolucionário provisório  do primeiro-ministro Mehdi Bazargan, que eles acreditavam estar tramando para normalizar as relações com os EUA e extinguir a ordem revolucionária islâmica em Irã. A ocupação da embaixada em 4 de novembro de 1979 também pretendia ser uma alavanca para exigir o retorno do xá para ser julgado no Irã em troca dos reféns.  
O episódio chegou ao auge quando, após tentativas fracassadas de negociar algumas libertações, os militares dos Estados Unidos tentarem uma operação de resgate, a Operação Eagle Claw, em 24 de abril de 1980, que resultou em uma missão fracassada, a destruição de duas aeronaves e a morte de oito soldados americanos e um civil iraniano. Ela terminou com a assinatura dos Acordos de Argel, na Argélia em 19 de janeiro de 1981. Os reféns foram formalmente libertados sob custódia dos Estados Unidos no dia seguinte, poucos minutos após o novo presidente americano Ronald Reagan ser empossado.

## O sequestro

### Preparação
A tomada da embaixada americana foi inicialmente planejada em setembro de 1979 por Ebrahim Asgharzadeh, estudante na época. Ele consultou os líderes das associações islâmicas das principais universidades de Teerã, incluindo a Universidade de Teerã, Universidade de Tecnologia Sharif, Universidade de Tecnologia Amirkabir (Politécnico de Teerã) e Universidade de Ciência e Tecnologia do Irã. O grupo recebeu o nome de Estudantes Muçulmanos Seguidores da Linha do Imã.

### Ato

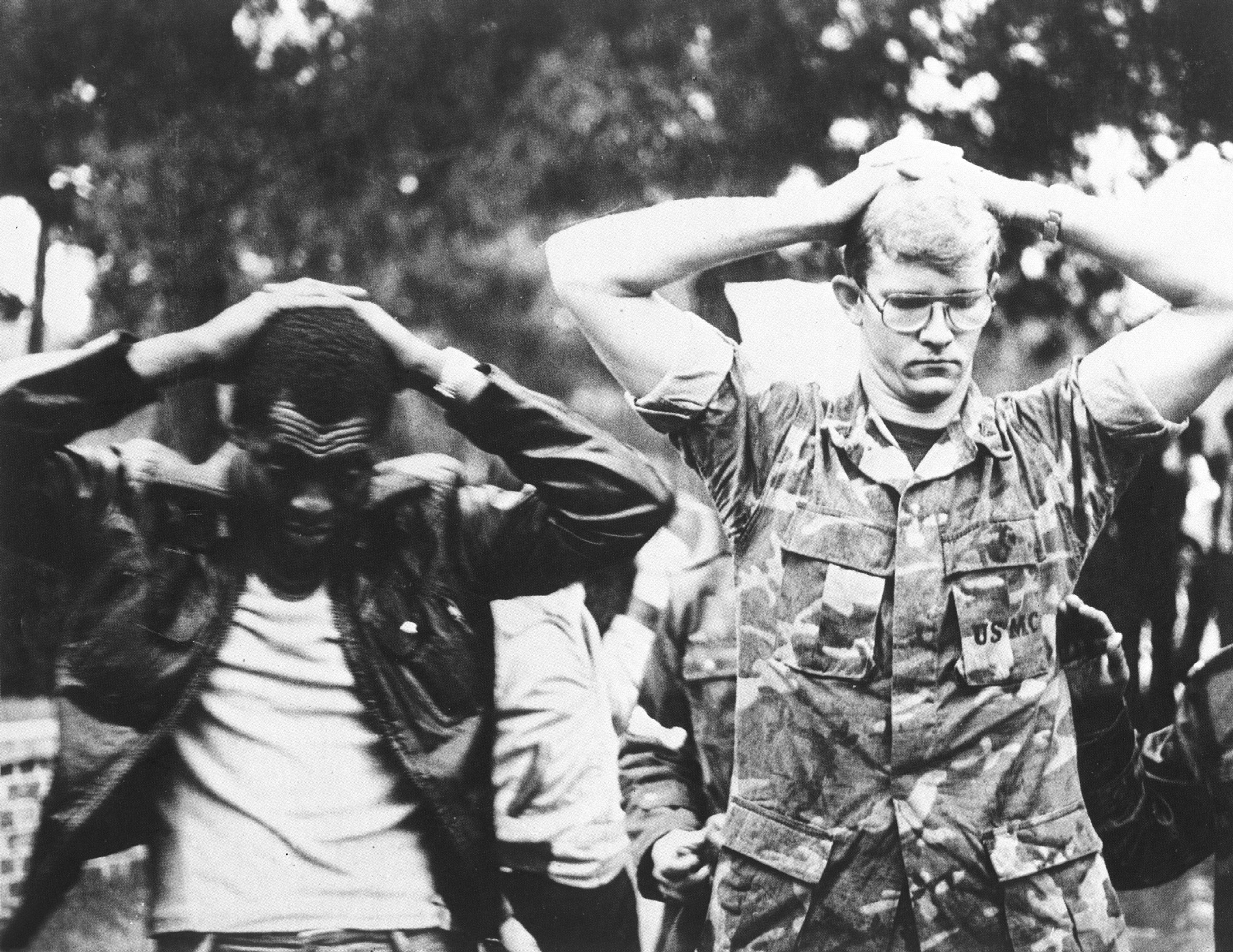
Dois reféns americanos durante o cerco à Embaixada dos Estados Unidos.

Em 4 de novembro de 1979, uma das manifestações organizadas pelos sindicatos estudantis iranianos leais a Khomeini explodiu em um conflito total do lado de fora do complexo murado que abriga a Embaixada dos Estados Unidos. 
A princípio, os estudantes planejaram uma ocupação simbólica, na qual prestariam depoimentos à imprensa e partiriam quando as forças de segurança do governo chegassem para restabelecer a ordem. Isso se refletiu em cartazes dizendo: "Não tenha medo. Só queremos sentar." Quando os guardas da embaixada brandiram armas de fogo, os manifestantes recuaram, com um deles dizendo aos americanos: "Não queremos fazer mal". Mas quando ficou claro que os guardas não usariam força letal e que uma multidão grande e enfurecida havia se reunido do lado de fora do complexo para aplaudir os ocupantes e zombar dos reféns, o plano mudou. De acordo com um funcionário da embaixada, ônibus cheios de manifestantes começaram a aparecer do lado de fora da embaixada logo depois que os estudantes muçulmanos seguidores da linha do Imam romperam os portões. 
Os fuzileiros navais e a equipe da embaixada foram vendados pelos ocupantes e desfilaram na frente dos fotógrafos reunidos. Nos primeiros dias, muitos dos funcionários da embaixada que escaparam do complexo ou não estavam lá no momento da tomada foram presos por islâmicos e voltaram como reféns. Seis diplomatas americanos conseguiram evitar a captura e refugiaram-se na Embaixada Britânica antes de serem transferidos para a Embaixada do Canadá. Em uma operação secreta conjunta conhecida como alcaparra canadense, o governo canadense e a CIA conseguiram retirá-los do Irã em 28 de janeiro de 1980, usando passaportes canadenses e uma história de capa que os identificava como uma equipe de filmagem. Outros foram para a Embaixada da Suécia em Teerã por três meses.  
Um telegrama diplomático do Departamento de Estado de 8 de novembro de 1979 detalha "Uma lista provisória e incompleta do pessoal dos EUA mantido no complexo da embaixada".
Os sequestradores, declarando sua solidariedade com outras "minorias oprimidas" e libertaram uma mulher e dois afro-americanos em 19 de novembro, libertados por seus captores para dar uma entrevista coletiva na qual Kathy Gross e William Quarles elogiaram os objetivos da revolução, mas outras quatro mulheres e seis afro-americanos foram libertados no dia seguinte. De acordo com o então embaixador dos Estados Unidos no Líbano, John Gunther Dean, os 13 reféns foram libertados com a ajuda da Organização de Libertação da Palestina, depois que Yasser Arafat e Abu Jihad viajaram pessoalmente a Teerã para garantir uma concessão. afro-americano não libertado naquele mês foi Charles A. único refém Jones Jr. como esclerose múltipla. Os 52 reféns restantes foram mantidos até janeiro de 1981, até 444 dias de cativeiro.
A propaganda iraniana afirmou que os reféns eram "hóspedes" e também afirmou que estavam sendo tratados com respeito. Asgharzadeh, o líder dos estudantes, disse seu "tratamento gentil e respeitoso" com os reféns para dramatizar a ofendida soberania e dignidade do Irã para o mundo inteiro.

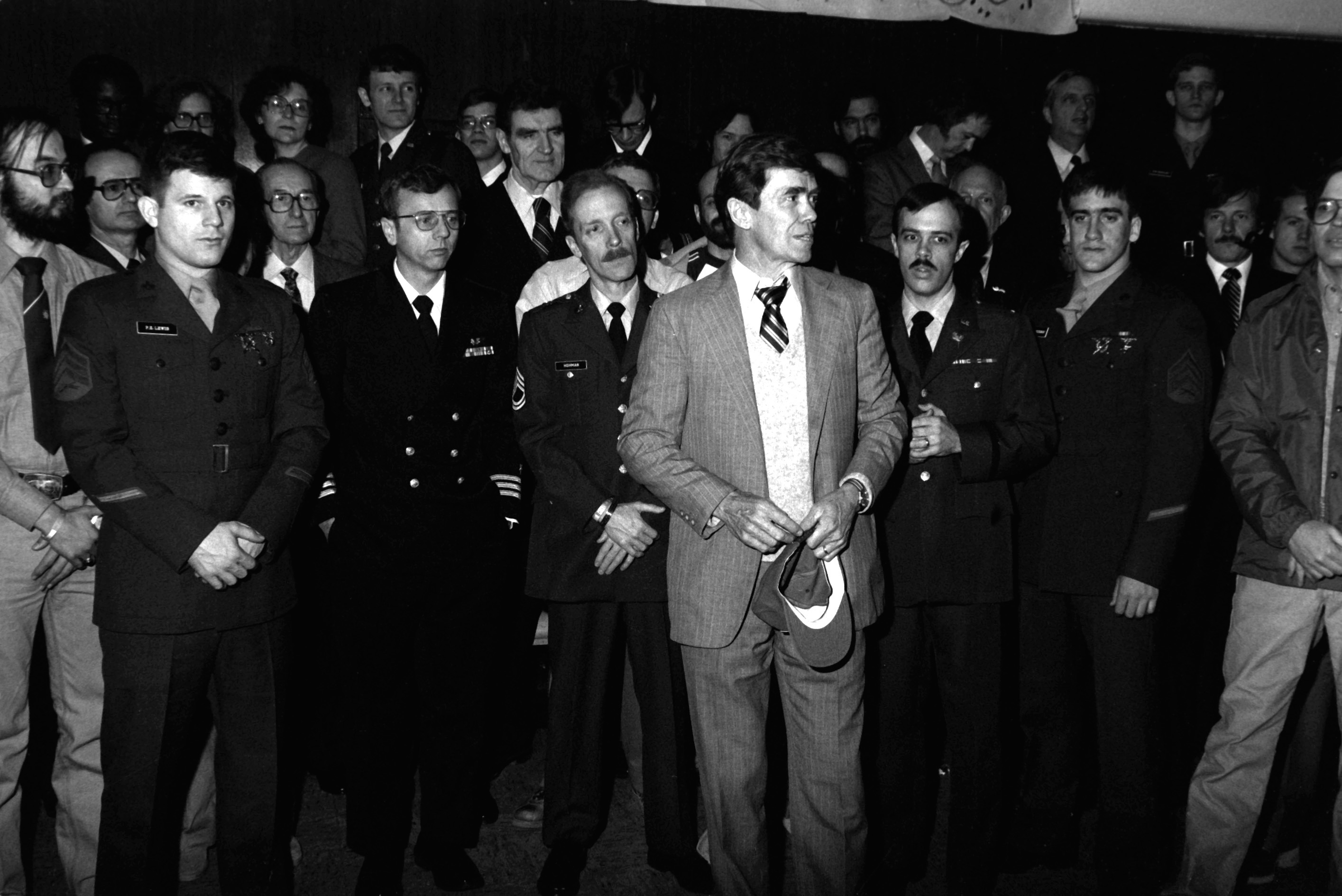
Uma fotografia de grupo dos cinquenta e dois reféns em um hospital de Wiesbaden, onde passaram alguns dias após sua libertação.

O tratamento real dos reféns era muito diferente. Eles descreveram espancamentos, roubo, e medo de danos corporais. Dois deles, William Belk e Kathryn Koob, lembram-se de terem desfilado com os olhos vendados diante de uma multidão enfurecida e cantando do lado de fora da embaixada.  Outros relataram ter suas mãos amarradas "dia e noite" por dias ou mesmo semanas, longos períodos de confinamento solitário ou para ficar de pé, andar ou sair de seu espaço, a menos que estejam indo ao banheiro. Todos os reféns "foram repetidamente ameaçados de execução e levaram isso a sério". Os sequestradores jogaram roleta russa com suas vítimas.
Outro refém, o médico do Exército dos EUA Donald Hohman, fez greve de fome por várias semanas, e dois reféns tentaram o suicídio. Steve Lauterbach quebrou um copo de água e cortou os pulsos depois de ser trancado em um porão escuro com as mãos fortemente amarradas. Ele foi encontrado e levado às pressas para o hospital por guardas. Jerry Miele, um técnico de comunicações da CIA, bateu com a cabeça no canto de uma porta, ficando inconsciente e cortando um corte profundo. "Naturalmente retraído" e parecendo "doente, velho, cansado e vulnerável", Miele se tornou o alvo das piadas de seus guardas, e eles inventaram uma falsa cadeira elétrica para enfatizar o destino que o esperava. Seus companheiros reféns aplicaram os primeiros socorros e deram o alarme, e ele foi levado a um hospital após uma longa demora causada pelos guardas.
Outros reféns descreveram ameaças de ferver os pés em óleo (Alan B. Golacinski), arrancar os olhos (Rick Kupke), ou sequestrar e matar um filho deficiente na América e "começar a enviar pedaços dele para a sua esposa" (David Roeder). 
Quatro reféns tentaram escapar, e todos eles foram punidos com períodos de confinamento solitário quando suas tentativas de fuga foram descobertas.
Nos Estados Unidos, a crise dos reféns criou "uma onda de patriotismo" e deixou "o povo americano mais unido do que em qualquer outro assunto em duas décadas". A tomada de reféns foi vista "não apenas como uma afronta diplomática", mas como uma "declaração de guerra à própria diplomacia".  Os noticiários da televisão apresentavam atualizações diárias. Em janeiro de 1980, o âncora da CBS Evening News, Walter Cronkite, começou a encerrar cada programa dizendo quantos dias os reféns estavam em cativeiro. O presidente Carter aplicou pressão econômica e diplomática: as importações de petróleo do Irã foram encerradas em 12 de novembro de 1979, cerca de US$ 8 bilhões em ativos iranianos nos Estados Unidos foram congelados pelo Escritório de Controle de Ativos Estrangeiros em 14 de novembro.

### Término

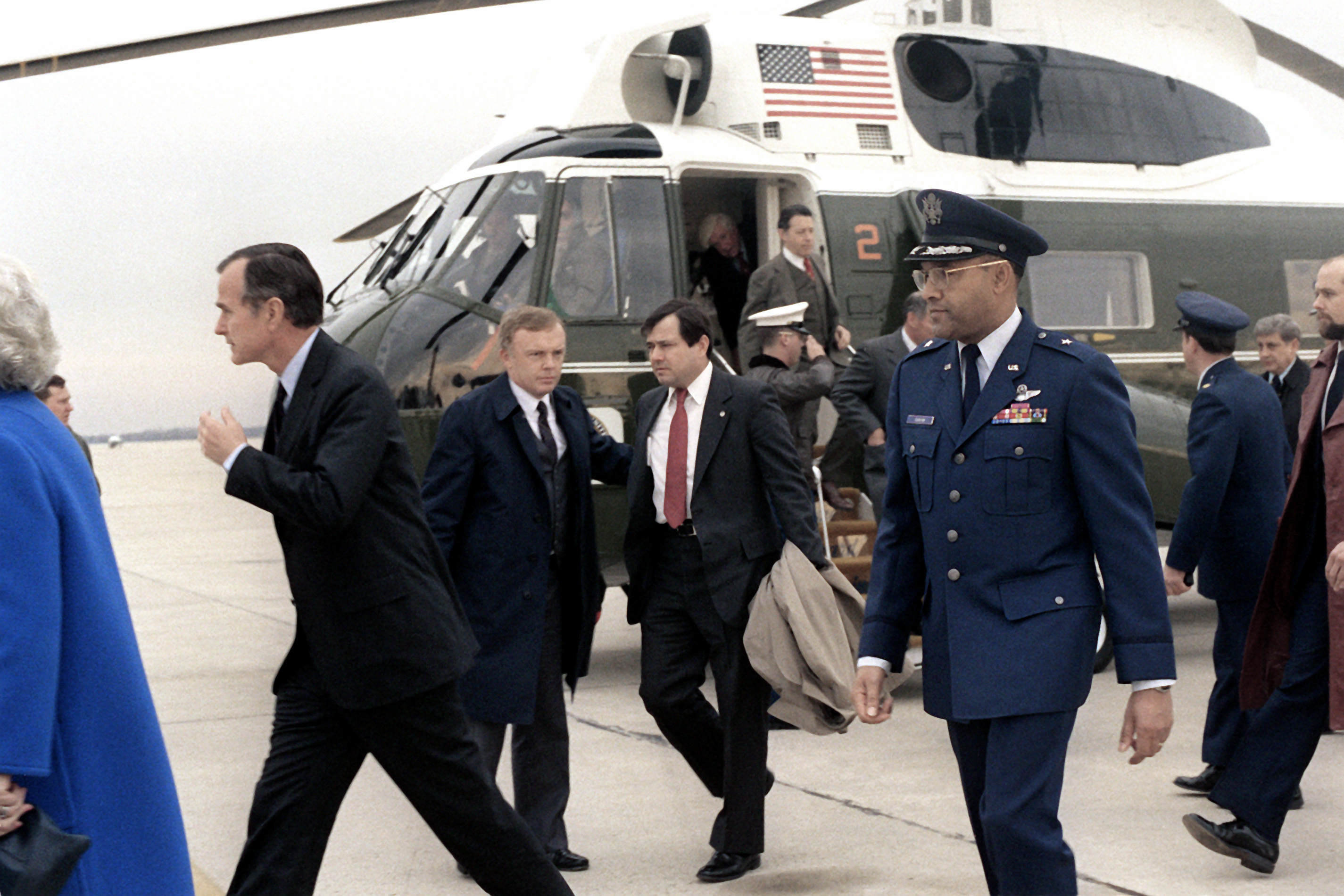
O vice-presidente George HW Bush espera para receber os reféns em casa.

Com a conclusão das negociações significada pela assinatura dos Acordos de Argel em 19 de janeiro de 1981, os reféns foram libertados em 20 de janeiro de 1981. Naquele dia, minutos após o presidente Reagan completar seu discurso de posse de 20 minutos após ser empossado, o 52º Reféns americanos foram liberados para o pessoal dos EUA. Existem teorias e teorias da conspiração sobre por que o Irã adiou a liberação até aquele momento. Os reféns foram transportados em um avião da Air Algeria Boeing 727-200 de Teerã,  Irã  para Argel, Argélia, onde foram formalmente transferido para Warren M. Christopher, representante dos Estados Unidos, como um gesto simbólico de agradecimento pela ajuda do governo argelino na resolução da crise. O voo continuou para a Base Aérea de Rhein-Main na Alemanha Ocidental e para um hospital da Força Aérea em Wiesbaden, onde o ex-presidente Carter, atuando como emissário, os recebeu. Após exames médicos e interrogatórios, os reféns fizeram um segundo voo para uma parada de reabastecimento em Shannon, na Irlanda, onde foram recebidos por uma grande multidão. Os reféns libertados foram então levados para a Base da Guarda Aérea Nacional de Stewart em Newburgh, Nova York. De Newburgh, eles viajaram de ônibus para a Academia Militar dos Estados Unidos em West Point e ficaram no Thayer Hotel por três dias, recebendo as boas-vindas de heróis ao longo de todo o percurso. Dez dias após sua libertação, eles receberam um desfile de fita adesiva através do Canyon of Heroes, na cidade de Nova York.

## Análise
A crise tem sido descrita como um emaranhado de "vingança e incompreensão mútua". No Irã, a tomada de reféns foi amplamente vista como um golpe contra os Estados Unidos e sua influência no Irã, as suas percebidas tentativas de minar a Revolução Iraniana, e seu apoio de longa data ao Xá do Irã, recentemente derrubado pela revolução. O xá havia sido restaurado ao poder em um golpe de Estado no ano de 1953, organizado pela CIA na embaixada americana, contra um governo nacionalista iraniano democraticamente eleito, e que recentemente havia sido autorizado a viajar aos Estados Unidos para tratamento médico. Nos Estados Unidos, a tomada de reféns foi vista como uma afronta, violando um princípio secular do direito internacional, que concede aos diplomatas a imunidade de prisão e aos compostos diplomáticos a sua total inviolabilidade.

### Documentos desclassificados
Estados Unidos
- Iran Hostage Crisis page on the Office of the Secretary of Defense (OSD) & Joint Staff FOIA Center site.

Reino Unido

Registros do Gabinete do Primeiro Ministro, Correspondência e Papéis; 1979–97 em discovery.nationalarchives.gov.uk: IRÃ. Situação interna no Irão; Ataque à Embaixada Britânica; Tomada de reféns na Embaixada dos EUA; congelamento de ativos iranianos; Missão dos EUA para libertar reféns; Relações com os EUA e o Reino Unido após a tomada de reféns na Embaixada dos EUA.
- Part 1
- Part 2
- Part 3
- Part 4
- Part 5
- Part 6
- Part 7